# Schlieren
Schlieren är en stad och kommun i distriktet Dietikon i kantonen Zürich, Schweiz. Kommunen har 20 581 invånare (2023).
Schlieren ligger 7 km nordväst om Zürich centrum.